# Wasserstraße 34 (Stralsund)

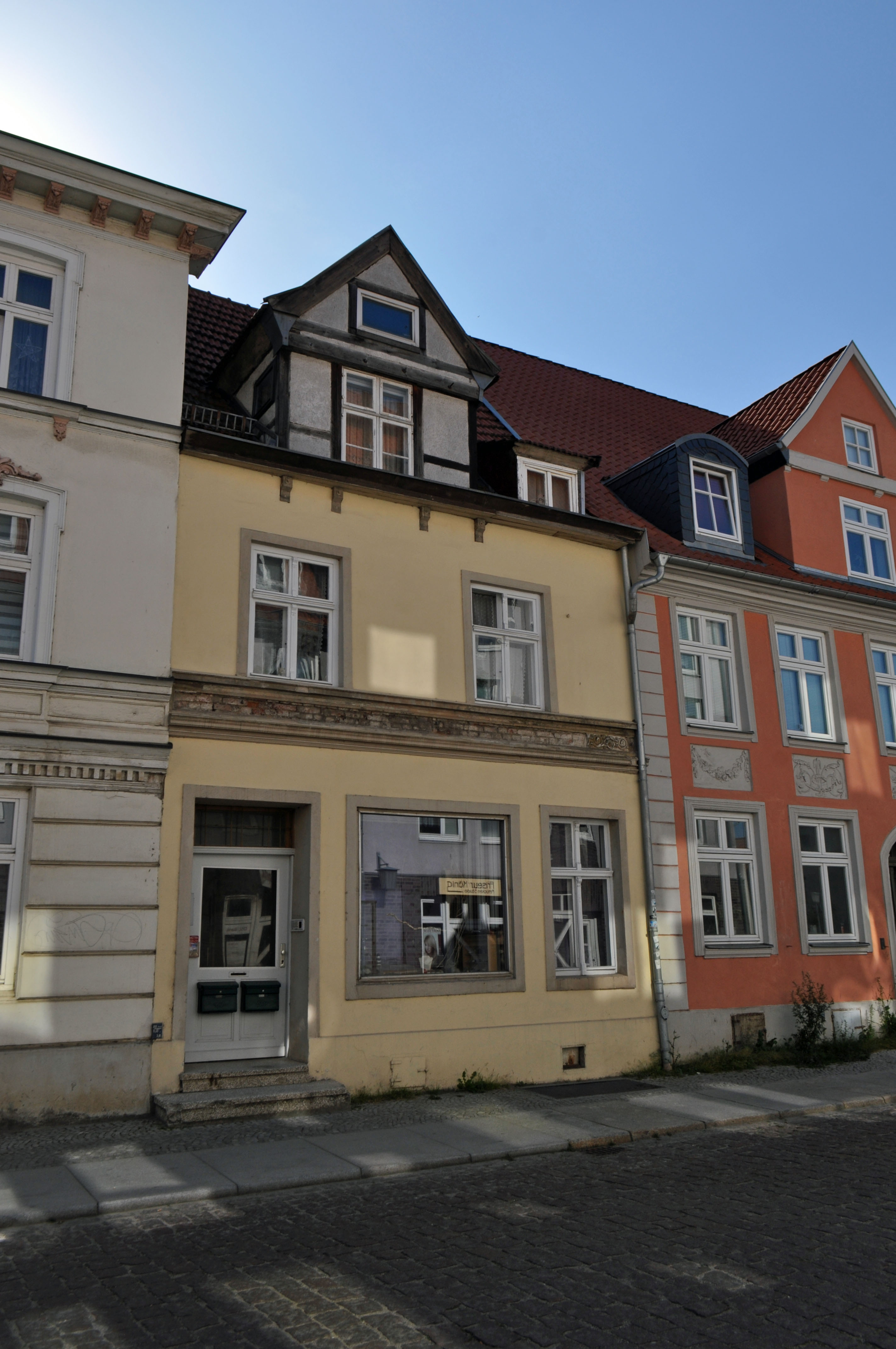
Das Haus Wasserstraße 34 in Stralsund (2013)

Das Gebäude mit der postalischen Adresse Wasserstraße 34 ist ein denkmalgeschütztes Bauwerk in der Wasserstraße in Stralsund.
Der zweigeschossige, traufständige Putzbau wurde im Jahr 1745 errichtet.
Die Fassade weist ein geschosstrennendes Gesimsband mit Rankenfries auf. Ein übergiebeltes Zwerchhaus krönt das Gebäude.
Das Haus liegt im Kerngebiet des von der UNESCO als Weltkulturerbe anerkannten Stadtgebietes des Kulturgutes „Historische Altstädte Stralsund und Wismar“. In die Liste der Baudenkmale in Stralsund ist es mit der Nummer 776 eingetragen.